# Flare
Flare je bio hrvatski rock sastav. Objavio je samo jedan album Srebrni 2000. godine. Pjevačica je bila Anđa Marić, dok je većinu tekstova i glazbe pisao njen brat Jerko Marić.
Flare je engleski naziv za baklju. Godine 2001. skupina je osvojila nagradu "Najveća nada, Tuborgov Crni mačić" za najbolji novi sastav. Iste godine osvojili su i nagradu Porin također za "novog izvođača godine".Odabrani za predgrupu Duran Duran 28. siječnja 2001. u zagrebačkom Domu sportova.

## Diskografija
1. Srebrni (2000.)